# أوركسترا الإمارات العربية المتحدة الفلهارمونية

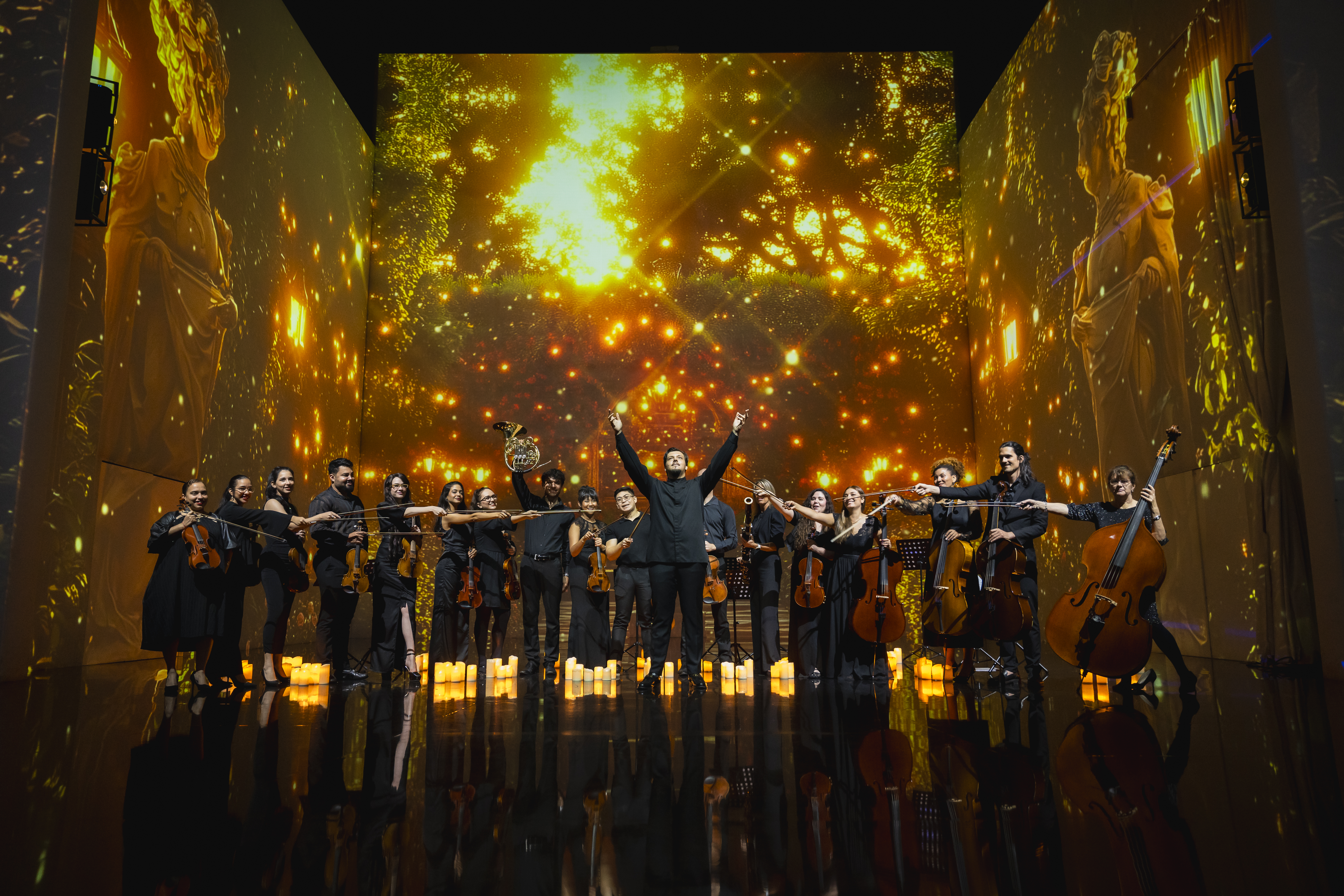
أوركسترا الإمارات العربية المتحدة الفلهارمونية

أوركسترا الإمارات العربية المتحدة الفيلهارمونية (UAEPO) هي أوركسترا نشطة في الفترة من 2006 إلى 2012 داخل دولة الإمارات العربية المتحدة. أسسها فيليب ماير (الذي أصبح أول قائد ومدير فني لها)، وقدمت عروضها في مدينة دبي. كانت تسمى في الأصل أوركسترا دبي الفلهارمونية (DPO)، وفي عام 2007 تمت إعادة تسمية الأوركسترا بسبب الاعتراف الواسع بها ومشاركة الموسيقيين من جميع أنحاء دولة الإمارات العربية المتحدة.
تتألف أوركسترا الإمارات العربية المتحدة الفيلهارمونية من حوالي 70 موسيقياً متطوعاً من الهواة والمحترفين المقيمين في دولة الإمارات العربية المتحدة، وتقدم عروضها بانتظام في المناسبات الخاصة والحفلات الموسيقية العامة ووظائف الشركات. تضمنت ذخيرتها الموسيقى الكلاسيكية الأوروبية والأعمال المصممة خصيصًا والمتأثرة بالتقاليد الموسيقية الأوروبية والعربية. أثناء وجودها، كانت فرقة أوركسترا الإمارات العربية المتحدة الفلهارمونية هي الأوركسترا الدائمة الوحيدة في دولة الإمارات العربية المتحدة.
يُزعم أن العروض في أوائل عام 2007 حظيت بحضور جيد وكانت ناجحة.